# Gai Marci Fígul (jurista)
Gai Marci Fígul (en llatí Caius Marcius Figulus) era fill del cònsol Gai Marci Fígul (Caius Marcius C. F. Q. N. Figulus), que ho va ser dues vegades, el 162 aC i el 156 aC. Formava part de la gens Màrcia.
Era un jurista de gran reputació. Va ser candidat al consolat però no en va sortir elegit.